# Carpathonesticus borutzkyi
Carpathonesticus borutzkyi är en spindelart som först beskrevs av Eduard Reimoser 1930.  Carpathonesticus borutzkyi ingår i släktet Carpathonesticus och familjen grottspindlar. Inga underarter finns listade.